# Petr Ginz
Petr Ginz (né le 1er février 1928 à Prague, mort en 1944 à Auschwitz) est un dessinateur, un auteur de nationalité tchèque et un espérantiste. Son dessin représentant la Terre vue de la Lune, créé à Prague, est devenu le symbole international de la Shoah.

## Biographie
Petr Ginz était le fils de Ota Ginz, de religion juive, et de Marie (Mirjam après sa conversion au judaïsme) Ginzová, de nationalité tchèque ; tous deux étant espérantophones, leur fils fut espérantophone « de naissance ».
C'était un garçon de grand talent qui rêvait de voyages sur les mers et dans l'espace : il appréciait les œuvres de Jules Verne.
En 1940, sous le régime nazi, la Tchécoslovaquie fut occupée, et en 1942, alors âgé de 14 ans, il fut interné au ghetto de Terezin/Theresienstadt, à une soixantaine de kilomètres au nord de Prague. Il arriva au camp sans ses parents, alors considérés comme « couple mixte » selon la terminologie nazie et donc non déportés. Petr logeait au ghetto, avec 350 garçons de langue tchèque, âgés de 11 à 17 ans.
En septembre 1944, Petr fut déporté à Auschwitz où il fut gazé. Sa sœur, Chava Presburger-Ginz, qui arriva à Teresienstadt un an et demi après son frère, ainsi que son père, qui y arriva en février 1945, sont tous deux restés au ghetto jusqu'à la Libération de la France.

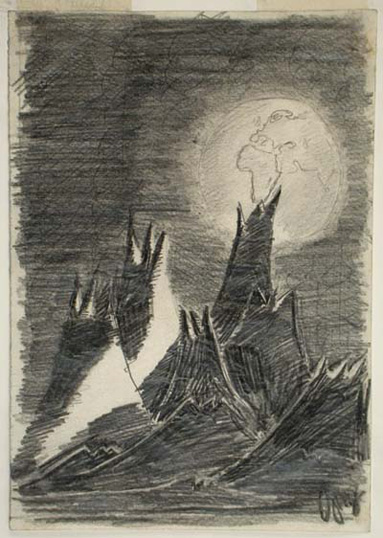
Dessin de Petr.

## Œuvres
- Au ghetto de Terezin, il commença, de mémoire, la rédaction d'un dictionnaire espéranto-tchèque.
- Son action la plus connue dans le ghetto est la rédaction, en secret, et la diffusion d'un magazine pour jeunes lecteurs — il avait alors quatorze ans — intitulé Vedem, qui signifie « Nous menons », « Nous guidons ». La publication s'étendit sur deux années, jusqu'à la déportation de Petr pour Auschwitz, de juillet 1942 à septembre 1944, avec plus de 800 pages au total.
- Sa sœur Chava Presburger, également espérantophone, a fait publier en 2005 le journal intime de son frère qui avait été retrouvé, sous le titre tchèque Denik mého bratra, par ailleurs traduit en espéranto, depuis le tchèque, sous le titre Taglibro de mia frato par Vlastimil Novobilsky et Vera Novobilsky (Éditions KAVA-PECH 2005, 135 pages plus une trentaine d'images et illustrations). Il a été publié en français en 2010 aux éditions du Seuil.

Une copie de son fameux dessin représentant la Terre vue de la Lune fut emportée par l'astronaute israélien Ilan Ramon à bord de la navette spatiale Columbia, qui se désintégra lors de sa rentrée dans l'atmosphère terrestre le 1er février 2003.
L'original de ce dessin est visible à Jérusalem, au Musée de Yad Vashem.

## Anecdotes
- L'astéroïde (50413) Petrginz fut nommé ainsi en son honneur[1].

- Début 2005, la poste tchèque a émis un feuillet commémoratif représentant entre autres le fameux dessin. Une reproduction est visible sur http://www.radio.cz/fr/article/62544.